# 自動車旅行推進機構
自動車旅行推進機構（じどうしゃりょこうすいしんきこう、Nippon Road Destinations(NRD)）は、2007年に新しい旅の創造をめざして企業、団体、地域などの関係者により設立。愛称は「カーたび機構」。事務局は博報堂。

## メンバー
〈代表幹事〉
- 公益社団法人日本観光振興協会
- 株式会社博報堂

〈幹事〉
- 株式会社　ジェイティービーコーポレートセールス
- 全国石油商業組合連合会
- 株式会社ゼンリンデータコム
- 株式会社デンソーコミュニケーションズ
- トヨタ自動車株式会社
- 公益社団法人　日本観光振興協会
- 社団法人　日本自動車連盟
- 株式会社　博報堂
- 東日本高速道路株式会社

〈監事〉
- 一般財団法人 都市農山漁村交流活性化機構[2]

## 活動実績
- 柏崎、奈良、伊勢志摩での実証実験
- うごくプロジェクト（奈良、三重、岐阜）キャンペーンの企画・実施[3]
- 【総務省】奈良県自動車旅行者向け情報高度化事業実施
- カーたびクラウド　データ交換仕様　第1版を公開
- ジャパンクラウドコンソーシアム　観光クラウドＷＧ参画
- 東京モーターショー・旅フェア等への出展
- カーたびフォーラム2011[4][リンク切れ]
- 日本印刷技術協会「観光ビジネス研究会参画」
- フォーラム・出前講座
- ツーリズムEXPOジャパン[5]

## 引用
1. ↑  日本観光協会、自動車旅行推進機構を設立に参画 (トラベルビジョン　2007年4月18日） http://www.travelvision.jp/news/detail.php?id=28797
2. ↑  “まちむら交流きこうについて”.   都市農山漁村交流活性化機構. 2025年2月19日閲覧。
3. ↑  観光庁報道発表2009年　https://www.mlit.go.jp/kankocho/news02_000031.html
4. ↑  日本観光振興協会リリース　《カーたびフォーラム２０１２》のご案内 
 http://www.nihon-kankou.or.jp/home/topics/uppdf/315.pdf
5. ↑  ツーリズムEXPOジャパン出展者情報　http://www2.t-expo.jp/exhibitors/view/ja/34731/BtoC

- 日本自動車工業会JAMAGAZINE2009年4月号特集　http://www.jama.or.jp/lib/jamagazine/200904/01.html